# ملعب فيلا كابانيما
ملعب فيلا كابانيما (بالإنجليزية: Estádio Vila Capanem)‏ هو ملعب كرة قدم يقع في بارانا، البرازيل، يتسع لـ 20000 متفرج.

## التاريخ
افتتح الملعب في 1947.

## أهم الأحداث التي استضافها
- كأس العالم لكرة القدم 1950